# Pro meritis scientiae et litterarum
Pro meritis scientiae et litterarum ist eine Auszeichnung des Freistaats Bayern für Persönlichkeiten, die sich um das Zusammenspiel von Wissenschaft und Kunst verdient gemacht haben. Der Preis wird seit dem Jahr 2000 vom Staatsministerium für Wissenschaft und Kunst mit bis zu acht Auszeichnungen pro Jahr vergeben. Die Auszeichnung besteht aus einem Kunstobjekt in Form einer Bronzeplatte, auf der symbolhaft die Sinne, die Kunst und die Wissenschaft dargestellt sind, sowie einer Anstecknadel mit einem Lorbeerzweig.

## Geschichte
Eine Medaille Pro meritis scientiae et litterarum wurde bereits seit dem Jahr 1990 für Verdienste um das kulturelle Leben in Bayern vergeben. Aufgrund der Teilung des damaligen Staatsministeriums für Unterricht, Kultus, Wissenschaft und Kunst im Jahre 1998 wird die Medaille in dieser Form nicht mehr verliehen. Um weiterhin herausragende Persönlichkeiten ehren zu können, verleiht das Staatsministerium für Wissenschaft, Forschung und Kunst seit dem Jahr 2000 nun für besondere Verdienste um Wissenschaft und Kunst die Auszeichnung Pro meritis scientiae et litterarum. Das ursprüngliche Ehrengeschenk war ein Kunstobjekt, das einem Denkspiel nachempfunden ist, in dem verschiedene geometrische Körper in Flächenausschnitte eingepasst werden müssen. Seit 2008 wird die Auszeichnung in einer neuen Form verliehen. Der Künstler Joseph Michael Neustifter hat die im Namen der Auszeichnung zum Ausdruck kommende Verbindung von Kunst und Wissenschaft künstlerisch umgesetzt und beide auf einer Bronzeplatte vereint, auf der symbolhaft die Sinne, die Kunst und die Wissenschaft dargestellt sind.
Die Auszeichnung ist kein Orden oder Ehrenzeichen im Sinne des Art. 118 Abs. 5 der Bayerischen Verfassung.

## Träger der Auszeichnung (Auswahl)

### 2000
- Hans-Jürgen Buchner, Musiker, Komponist
- Klaus Peter, Mediziner
- Markus Schwoerer, Professor für Experimentalphysik an der Universität Bayreuth
- Júlia Várady, Opernsängerin[3]

### 2001
- Ellis Kaut, Kinderbuchautorin
- Fritz Koenig, Bildhauer
- Zubin Mehta, Dirigent
- Claudia Klüppelberg, Leiterin des Lehrstuhls für mathematische Statistik der TU München
- Helga Stopper, kommissarische Leiterin des Lehrstuhls für Toxikologie an der Universität Würzburg
- Mario Adorf[4]

### 2002
- Hubert Markl, Präsident der Max-Planck-Gesellschaft
- Bernd Radig, Professor für Informatik der Technischen Universität München
- Alf Lechner, Bildhauer
- Marietheres List, Intendantin des Regensburger Theaters
- Christine Neubauer, Schauspielerin
- Mirjam Pressler, Kinderbuchautorin

### 2003
- Volker ter Meulen, Würzburger Virologe, Präsident der Deutschen Akademie der Naturforscher Leopoldina in Halle an der Saale
- Asta Scheib, Schriftstellerin
- Sonja Bernadotte, Geschäftsführerin der Mainau GmbH
- Hannelore Daniel, Lehrstuhl für Ernährungsphysiologie, Technische Universität München

### 2004
- Cornelia Froboess, Schauspielerin
- Herbert Rosendorfer, Schriftsteller
- Ann-Kristin Achleitner (Technische Universität München)
- Helmut Altner (Altrektor der Universität Regensburg)

### 2005
- Theodor Berchem (Alt-Präsident der Universität Würzburg, DAAD-Präsident)
- Vicco von Bülow (bekannt als „Loriot“)
- Doris Dörrie (Hochschule für Fernsehen und Film München)
- Laetitia Fech (Äbtissin der Zisterzienserinnenabtei Waldsassen)
- Anna-Elisabeth Trappe (Technische Universität München)

### 2008
- Uli Braun (Dekan der Fakultät Gestaltung an der Fachhochschule Würzburg-Schweinfurt)
- Chris Dercon (Direktor am Haus der Kunst)
- Otto Dufter (Landesvorsitzender des Bayerischen Trachtenverbands)
- Ulrike Hessler (Direktorin der Bayerischen Staatsoper)
- Hellmuth Matiasek (ehemaliger Intendant des Staatstheaters am Gärtnerplatz)
- Agnes Maria Schilling (Mitbegründerin und Vorsitzende des Leopold-Mozart-Kuratoriums Augsburg)
- Falk F. Strascheg (Förderer der Fachhochschule München, Zentrum für Entrepreneurship, Aushändigung erfolgt bei einem gesonderten Termin)
- Rotraud Wielandt (Professorin für Islamkunde und Arabistik, Universität Bamberg)

Quelle Gauzeitung:

### 2010
- Georg Haindl, Unternehmer, Förderer von Wissenschaft und Kultur, für sein Engagement, mit dem er der Universität Augsburg den Erwerb der „Bibliothek der verbrannten Bücher“ ermöglichte.
- Dieter Maßberg († 2022), ehemaliger Geschäftsführer des Studentenwerks München
- Angelika Nollert, Direktorin des Neuen Museums – Staatliches Museum für Kunst und Design Nürnberg
- Johannes B. Ortner, ehemaliger Unternehmer, Förderer von Wissenschaft und Forschung, für die großzügige Unterstützung der Münchner Hochschulen, insbesondere der Technischen Universität München
- Ruth Rehmann, Schriftstellerin
- Clelia Segieth, Kuratorin des Buchheim-Museums Bernried, für ihr Engagement für das „Museum der Phantasie“
- Barbara Vinken, Ordinaria für Romanische Philologie und Allgemeine Literaturwissenschaft an der Ludwig-Maximilians-Universität München
- Lionel Veer, ehemaliger Generalkonsul der Niederlande in München

### 2012
- Thomas Brandmeier, Vizepräsident und Professor für Grundlagen der Elektrotechnik und Fahrzeugkommunikationssysteme an der Hochschule für angewandte Wissenschaften Ingolstadt
- Daniel Grossmann, Dirigent
- Werner Kintzinger, Professor für das Lehrgebiet Konstruktion und Entwerfen, Schwerpunkt Innenarchitektur an der Hochschule für angewandte Wissenschaften Coburg
- Birgit Minichmayr, Schauspielerin
- Petra Morsbach, Schriftstellerin
- Ulrich Wagner, Ordinarius des Lehrstuhls für Energiewirtschaft und Anwendungstechnik der TU München
- Margit Weber, Akademische Oberrätin und Universitätsfrauenbeauftragte an der Ludwig-Maximilians-Universität München und Sprecherin der Landeskonferenz der Frauen- und Gleichstellungsbeauftragten an bayerischen Universitäten
- Edith Wiens, Sängerin und Professorin für Gesang an der Hochschule für Musik Nürnberg und seit 2010 an der Juilliard School in New York

### 2013
- Gerd Anthoff, Schauspieler am Bayerischen Staatsschauspiel
- Tara Erraught, Opernsängerin im Ensemble der Bayerischen Staatsoper
- Dieter Hanitzsch, Karikaturist
- Regine Keller, Lehrstuhlinhaberin für Landschaftsarchitektur und öffentlichen Raum an der Technischen Universität München
- Helga Schubert, Koordinatorin und Geschäftsführerin mehrerer Bayerischer Forschungsverbünde[6]
- Kerstin Specht, Schriftstellerin

### 2014
- Markus Michalke, Unternehmer und Kunstsammler[7]

### 2016
- Eckart Witzigmann, Koch, Gastronom und Kochbuchautor[8]

### 2017
- Daniel Herman, tschechischer Kulturminister[9]
- Bernd Posselt, CSU-Europapolitiker und Sprecher der Sudetendeutschen Volksgruppe[9]

### 2018
- Udo Brandhorst, Kunstmäzen[10]

### 2020
- Juliane Köhler, Schauspielerin[11]
- Anne Maar, Regisseurin[11]
- Dagmar Nick, Schriftstellerin[11]
- Anton Daumerlang, Lehrer[12]
- Andrea Szczesny, Betriebswirtschaftlerin[13]
- Horst Domdey, Biochemiker[13]

### 2021
- Bernhard M. Baron, Kulturmanager und Publizist[14]
- Dorothea und Peter Diemer, Kunsthistoriker[14]
- Ursula Haeusgen, Begründerin und Mäzenin des Lyrik Kabinetts (postum)[15]
- Camilla Rothe, Tropenmedizinerin[16]
- Bernhard Spies, Kulturmanager[16]
- Rosemarie Tietze, Literaturübersetzerin[16]
- Uwe Timm, Schriftsteller[16]

### 2022
- Eugen Gomringer, Erfinder der Konkreten Poesie[17]
- Rachel Salamander, Literaturwissenschaftlerin, Buchhändlerin und Publizistin
- Hannah Schmid-Petri, Medienwissenschaftlerin[18]
- Claudia Eckstaller und Ingrid Huber-Jahn, Betriebswirtschaftlerinnen[19]
- Markus Schwaiger, Mediziner[20]
- Josef Schrädler, Brauereiwesen[21]

### 2023
- Matthias Frosch, Mediziner[22]
- Barbara Yelin, Comic-Künstlerin[23]
- Goyo Montero, Balletttänzer[23]
- Manfred Rietzler, Unternehmer und Mäzen[23]
- Julia Fischer, Geigerin[24]

### 2024
- Julia Lehner, Kulturpolitikerin[25]
- Thomas Goppel, Wissenschaftspolitiker[25]
- Cornelia von Kerssenbrock, Musikerin[25]
- Ludwig Baumann, Sänger[25]
- Bernd Schweinar, Musikveranstalter[25]

### 2025
- Lisa Batiashvili, Violonistin
- Rainer Blatt, Quantenphysiker[26]
- Stephanie Czerny, Mitgründerin von Digital Life Design[27]
- Eva-Maria Fahrner-Tutsek, Vorstandsvorsitzende Alexander Tutsek-Stiftung
- Bettina Reitz, Präsidentin der HFF München[28]
- Jürgen Rose, Bühnenbildner
- Stefan Vilsmeier, Unternehmer und Erfinder

## Belege
1. 1 2  1.  - Bürgerservice. Archiviert vom Original am 21. Januar 2025; abgerufen am 22. Juli 2025.
2. ↑  ARCult Media GmbH: Kulturpreise.de : Auszeichnung PRO MERITIS SCIENTIAE ET LITTERARUM. Abgerufen am 22. Juli 2025.
3. ↑  Fischer-Dieskau / Varady: News 2000. Archiviert vom Original am 5. März 2002; abgerufen am 22. Juli 2025.
4. ↑  Mario Adorf. Abgerufen am 22. Juli 2025.
5. ↑  Gauverband Oberpfalz. S. 7, abgerufen am 22. Juli 2025.
6. ↑  Helga Schubert. Archiviert vom Original; abgerufen am 22. Juli 2025.
7. ↑  "Zwei Seiten einer Medaille": Wissenschafts- und Kunstminister Spaenle verleiht die Auszeichnung "Pro meritis scientiae et litterarum" für besondere Verdienste um Wissenschaft und Kunst. Pressemitteilung. In: km.bayern.de. Bayerisches Staatsministerium für Bildung und Kultus, Wissenschaft und Kunst, 8. Juli 2014, abgerufen am 24. Dezember 2015.
8. ↑  km.bayern.de: Wissenschafts- und Kunstminister Dr. Spaenle verleiht die Auszeichnung "Pro meritis scientiae et litterarum" an Eckart Witzigmann
9. 1 2  Kultusminister Spaenle verlieh Auszeichnung „Pro meritis scientiae et litterarum“. In: bayern.de. 28. August 2017, abgerufen am 29. August 2017.
10. ↑  Kunstministerin Prof. Dr. med. Marion Kiechle verleiht die Auszeichnung „PRO MERITIS SCIENTIAE ET LITTERARUM“ an Udo Brandhorst. Meldung vom 31. Oktober 2018; abgerufen am 4. Januar 2019.
11. 1 2 3  "PRO MERITIS SCIENTIAE ET LITTERARUM" - Sibler: "Mit den drei Künstlerinnen zeichnen wir drei Sterne am bayerischen Kunsthimmel aus". In: stmwk.bayern.de. 8. Januar 2020, abgerufen am 5. Februar 2020.
12. ↑  „PRO MERITIS SCIENTIAE ET LITTERARUM“ und Bundesverdienstkreuz am Bande - „Besondere Menschen für besondere Leistungen auszeichnen“. In: stmwk.bayern.de. 24. Januar 2020, abgerufen am 5. Februar 2020.
13. 1 2  "PRO MERITIS SCIENTIAE ET LITTERARUM" – Sibler: "Koryphäen, die mit ihrer großen Kompetenz und Expertise den Fortschritt für ihre Mitmenschen mitgestalten. In: bayern.de. 5. Februar 2020, abgerufen am 5. Februar 2020.
14. 1 2  „PRO MERITIS SCIENTIAE ET LITTERARUM“: Sibler: „Inspirierend vielschichtiges Schaffen“. Pressemitteilung StMWK Nr. 106 v. 17. Mai 2021
15. ↑  Posthume Ehrung für Poesie-Mäzenin Ursula Haeusgen (Memento des Originals vom 13. Juli 2021 im Internet Archive)  Info: Der Archivlink wurde automatisch eingesetzt und noch nicht geprüft. Bitte prüfe Original- und Archivlink gemäß Anleitung und entferne dann diesen Hinweis., deutschlandfunkkultur.de, erschienen und abgerufen am 13. Juli 2021.
16. 1 2 3 4  "PRO MERITIS SCIENTIAE ET LITTERARUM": Sibler: "Beeindruckendes Schaffen vier herausragender Persönlichkeiten". Abgerufen am 17. Juli 2021.
17. ↑  „PRO MERITIS SCIENTIAE ET LITTERARUM“: Sibler: „Eugen Gomringer hat Literaturgeschichte geschrieben“. Pressemitteilung StMWK Nr. 11 v. 21. Januar 2022
18. ↑  "Perfekte Brückenbauerin" - Prof. Dr. Schmid-Petri erhält Auszeichnung "Pro meritis scientiae et litterarum" uni-passau.de vom 16. Mai 2022
19. ↑  PRO MERITIS SCIENTIAE ET LITTERARUM: Staatsminister Blume: "Impulsgeberinnen für das Fortschrittsland Bayern". Abgerufen am 23. März 2022.
20. ↑  PRO MERITIS SCIENTIAE ET LITTERARUM: Auszeichnung für ehemaligen Ärztlichen Direktor Prof. Markus Schwaiger. MRI TUM, 29. April 2022, abgerufen am 1. Januar 2023.
21. ↑  PRO MERITIS SCIENTIAE ET LITTERARUM: Blume: „Große Verdienste um ein Stück bayerischer Lebensart mit weltweitem Kultstatus!“ Abgerufen am 1. Januar 2023.
22. ↑  PRO MERITIS SCIENTIAE ET LITTERARUM: Blume: „Seit vielen Jahren feste Größe in der bayerischen und nationalen Hochschulmedizin“. In: stmwk.bayern.de. Bayerisches Staatsministerium für Wissenschaft und Kunst, 30. Juni 2023, abgerufen am 25. September 2023.
23. 1 2 3  PRO MERITIS SCIENTIAE ET LITTERARUM: Blume: „Ganze Bandbreite bayerischen Könnens“. In: stmwk.bayern.de. Bayerisches Staatsministerium für Wissenschaft und Kunst, 5. Juli 2023, abgerufen am 25. September 2023.
24. ↑  PRO MERITIS SCIENTIAE ET LITTERARUM: Blume: „Herausragende Musik-Botschafterin für Bayern“. In: stmwk.bayern.de. Bayerisches Staatsministerium für Wissenschaft und Kunst, 23. Juli 2023, abgerufen am 25. September 2023.
25. 1 2 3 4 5  Auszeichnung an herausragende Persönlichkeiten des öffentlichen Lebens. Abgerufen am 1. Juli 2024.
26. ↑  Auszeichnung für Quanten-Botschafter: Professor Rainer Blatt erhält PRO MERITIS SCIENTIAE ET LITTERARUM. Wissenschaftsminister Markus Blume: „Er hat das Tor zur Quantenwelt aufgestoßen." In: www.stmwk.bayern.de. Bayerisches Staatsministerium für Wissenschaft und Kunst, 4. August 2025, abgerufen am 4. August 2025.
27. ↑  Blume ehrt Czerny: Auszeichnung PRO MERITIS SCIENTIAE ET LITTERARUM für DLD-Gründerin – Blume: „Eine echte Olympionikin der Innovation“ – Bayerisches Landesportal. Abgerufen am 17. Januar 2025.
28. ↑  Jette Beyer: Abschiedsempfang für HFF-Präsidentin Professorin Bettina Reitz. Hochschule für Fernsehen und Film München, Pressemitteilung vom 1. Juli 2025 beim Informationsdienst Wissenschaft (idw-online.de).